# 演出行业演艺人员从业自律管理办法
演出行业演艺人员从业自律管理办法，2021年2月5日由中国演出行业协会对外发布，用以规范演出行业演艺人员从业行为。

## 颁布
2021年2月5日，中国演出行业协会正式对外发布《演出行业演艺人员从业自律管理办法》。管理办法自2021年3月1日正式试行，不溯及过往，之前的相关情况均不适用于该办法。

## 主要内容
根据演艺人员违反从业规范情节轻重及危害程度，分别实施1年、3年、5年和永久等不同程度的行业联合抵制。